# Liste der Monuments historiques in Morogues
Die Liste der Monuments historiques in Morogues führt die Monuments historiques in der französischen Gemeinde Morogues auf.

## Liste der Bauwerke
| Bezeichnung          | Beschreibung                           | Standort | Kennzeichnung | Schutzstatus | Datum | Bild           |
| -------------------- | -------------------------------------- | -------- | ------------- | ------------ | ----- | -------------- |
| Château de Maupas    | Schloss, erbaut im 18./19. Jahrhundert | (Lage)   | PA00096948    | Inscrit      | 1992  | weitere Bilder |
| Kirche St-Symphorien | Erbaut ab dem 13. Jahrhundert          | (Lage)   | PA00096851    | Inscrit      | 1926  | weitere Bilder |

## Liste der Objekte

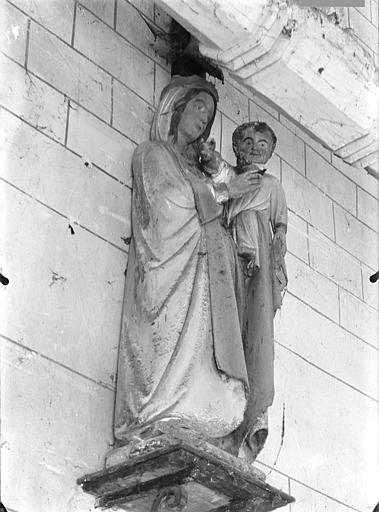
Madonna mit Kind in der Kirche St-Symphorien (16. Jahrhundert)

- Monuments historiques (Objekte) in Morogues in der Base Palissy des französischen Kultusministeriums